# Клигер, Сергей Пейлатович
Сергей Пейлатович Клигер (9 декабря 1934 — 26 декабря 2019) — советский и российский баскетбольный тренер, тренер владивостокского БК «Спартак» в начале 1970-х годов; первый главный тренер и первый президент возрождённого в 1999 году клуба «Спартак-Приморье». Известен также как один из золотодобытчиков на Дальнем Востоке в 1970—1980-е годы.

## Биография

### Тренерская деятельность
Родился 9 декабря 1934 года в Уссурийске. Окончил там школу и педагогическое училище, в 1964 году окончил Омский институт физической культуры. Играл за баскетбольную команду Дальневосточного военного округа, после службы вернулся в Уссурийск, где преподавал в школе и работал тренером в ДЮСШ. Работал со сборной Уссурийска, позже стал преподавателем физвоспитания и баскетбольным тренером на кафедре Уссурийского сельскохозяйственного института (переведён из Ярославля).
В начале 1960-х годов Клигер уехал в Хабаровск, откуда получил приглашение во Владивосток. С декабря 1964 по 1976 годы он был спортивным редактором Приморского телевидения: он работал в одной команде с Борисом Лившицем и Борисом Максименко. Много лет он проработал с женским клубом «Спартак», заняв с командой 2-е место в чемпионате РСФСР и проиграв клубу из Челябинска всего два очка.. В 1973 году им был создан во Владивостоке баскетбольный клуб «Спартак», который выиграл Кубок СССР среди команд Сибири и Дальнего Востока и получил право выступать в чемпионате СССР 1977 года. В команде Клигера играл Иван Дворный. За свою тренерскую деятельность Клигер получил прозвище «патриарх приморского баскетбола».

### Золотодобытчик
Клигер проработал в четырёх золотодобывающих артелях за свою жизнь. С 1974 года он был снабженцем в золотодобывающей артели «Север» треста «Амурзолото» (посёлок Чегдомын Хабаровского края). С 1979 года он работал в старательской артели (позже горнорудной компании) «Восток», а позже стал заместителем по снабжению директора этой артели Евгения Наздратенко. По словам Клигера, с Наздратенко он познакомился в Дальнегорске, когда приехал вместе с председателем артели Станиславом Майнуловичем на встречу с генеральным директором «Дальполиметалла» Виктором Савиным; Наздратенко работал ещё на участке, а позже стал заместителем председателя артели.
Клигер отработал с Наздратенко много лет, обеспечив высокий уровень развития артели «Восток»: в 1988 году они провели встречу председателей всех оловодобывающих артелей СССР. Также на одной из артелей побывал посол США в СССР Джек Мэтлок, который был приятно удивлён структурой артели: до визита он был убеждён, что «Восток» пользовался консультациями специалистов из-за границы. Клигер также посоветовал Наздратенко баллотироваться в Народные депутаты РСФСР.
По мнению Клигера, экономические реформы 1990-х годов, проведённые Егором Гайдаром, «угробили золотодобычу» на Дальнем Востоке, вследствие чего ему пришлось заниматься золотодобычей за границей.

### Судимости
До 1974 года Клигер дважды попадал в тюрьму по обвинениям в домогательствах к несовершеннолетней и в хищении имущества с использованием служебного положения. Также утверждается, что во время работы в артели «Север» он стал фактическим посредником между криминальными структурами и подпольными предпринимателями СССР, через руки которого проходили крупные суммы: Клигера нередко называли «крёстным отцом» дальневосточной «Третьей смены» и отмечали, что он даже примирил двух враждовавших авторитетов: Анатолия Ковалёва («Коваль») и Леонида Ивлева («Кабан»).
Сам Клигер в интервью 2002 года говорил, что Наздратенко никогда не расспрашивал его о судимостях, а на артелях с Клигером действительно работали много осуждённых. В то же время все они выполняли свои обязанности профессионально, и им не припоминали их уголовное прошлое.

### Возрождение баскетбола
В 1990-е годы баскетбол на Дальнем Востоке пришёл в упадок. Тем не менее, Наздратенко и Клигер долго работали, чтобы вернуть спорту былую славу: ими был создан клуб «Золотой рог», который в 1999 году был преобразован в «Спартак-Приморье». Клигер заручился поддержкой не только губернатора Наздратенко, но и мэра Владивостока Юрия Копылова. Клигер стал главным тренером команды в 1998 году, получив от губернатора задачу выйти в высшую лигу российского баскетбола: в итоге он выиграл в 2005 году Суперлигу Б и завоевал с клубом право играть в Суперлиге А.
Дважды команда завоёвывала право на выступление в еврокубках, однако из-за географического положения города, который представлял «Спартак», клубу отказывали оба раза в участии. В дальнейшем Клигер стал генеральным директором клуба.

### Личная жизнь
Супруга — Тамара Васильевна, сын — Аркадий. Сергей Клигер при жизни увлекался театром, посещая премьеры в краевом драматическом театре имени Горького. За шрам на щеке получил прозвище «Скорцени».
О жизни Клигера ходило множество слухов среди жителей Владивостока: так, ему приписывали создание золотодобывающей артели в Южной Африке в 1990-е годы. В действительности, согласно Клигеру, он пытался организовать золотодобычу в африканской Гвинее, однако из-за трудных климатических условий и эпидемии малярии работа шла очень плохо, а в 1998 году, когда он собирался организовать золотодобычу в Португалии, в России начался финансовый кризис, и все сбережения Клигера в «Инкомбанке» обесценились.
Скончался 26 декабря 2019 года после продолжительной болезни.